# خط قرمز (متروی دوحه)
خط قرمز یک خط متروی سریع‌السیر در متروی دوحه است که از شمال به جنوب دوحه امتداد دارد و پایانهٔ جنوبی آن در الوکره و پایانهٔ شمالی آن در لوسیل قرار دارد. یک انشعاب از این خط نیز به فرودگاه بین‌المللی حمد خدمات‌رسانی می‌کند. این خط نخستین خط سامانهٔ متروی دوحه است که نخستین بخش آن در ۸ مهٔ ۲۰۱۹ افتتاح شد.

## فعالیت
این خط در ابتدا فقط از ساعت ۸ صبح تا ۱۱ شب یکشنبه تا پنجشنبه باز بود. بعداً، ساعات تعطیلات آخر هفته ۲ بعد از ظهر تا ۱۱ شب در روز جمعه و ۶ صبح تا ۱۱ شب در روز شنبه نیز به ساعات کاری خط اضافه شد. همچنین زمان‌بندی در روزهای هفته نیز به ۶ صبح تا ۱۱ شب تغییر یافت.

## ایستگاه‌ها
| نام ایستگاه                     | نام ایستگاه            | ورابری                 | تاریخ افتتاح   |
| فارسی                           | عربی                   | ورابری                 | تاریخ افتتاح   |
| ------------------------------- | ---------------------- | ---------------------- | -------------- |
| لوسیل                           | لوسیل                  | تراموای لوسیل          | ۱۰ دسامبر ۲۰۱۹ |
| دانشگاه قطر                     | جامعة قطر              |                        | ۱۰ دسامبر ۲۰۱۹ |
| لقطیفیه                         | لقطیفیة                | خط نارنجیتراموای لوسیل | ۲ سپتامبر ۲۰۲۰ |
| کتارا                           | کتارا                  |                        | ۱۰ دسامبر ۲۰۱۹ |
| القصار                          | القصار                 |                        | ۸ مهٔ ۲۰۱۹      |
| مرکز نمایشگاه                   | مرکز المعارض           |                        | ۸ مهٔ ۲۰۱۹      |
| خلیج غربی                       | الخلیج الغربی          |                        | ۸ مهٔ ۲۰۱۹      |
| الکورنیش                        | الکورنیش               |                        | ۸ مهٔ ۲۰۱۹      |
| البدع                           | البدع                  | M2                     | ۸ مهٔ ۲۰۱۹      |
| مشیرب                           | مشیرب                  | M2M3                   | ۸ مهٔ ۲۰۱۹      |
| دوحه جدید                       | الدوحة الجدیدة         |                        | ۸ مهٔ ۲۰۱۹      |
| ام غویلینه                      | أم غویلینة             |                        | ۸ مهٔ ۲۰۱۹      |
| المطار القدیم                   | المطار القدیم          |                        | ۸ مهٔ ۲۰۱۹      |
| عقبه بن نافع                    | عقبة بن نافع           |                        | ۸ مهٔ ۲۰۱۹      |
| ترمینال ۱ فرودگاه بین‌المللی حمد | مطار حمد الدولی مبنی ۱ |                        | ۱۰ دسامبر ۲۰۱۹ |
| منطقه آزاد                      | المنطقة الحرة          | اتوبوس مترولینک        | ۸ مهٔ ۲۰۱۹      |
| راس بو فنطاس                    | راس بو فنطاس           | اتوبوس مترولینک        | ۸ مهٔ ۲۰۱۹      |
| الوکره                          | الوکرة                 | اتوبوس مترولینک        | ۸ مهٔ ۲۰۱۹      |